# Jessica Graham
Pour les articles homonymes, voir Graham.
Jessica Graham est une actrice américaine.

## Biographie
En 2007, lors d'une interview, Jessica Graham se décrit comme une femme bisexuelle attirée à 70% par les femmes et à 30% par les hommes

## Filmographie

### Comme actrice
- 2002 : My Father's Gun (téléfilm) : Patrice
- 2005 : Inclinations : The Muse
- 2005 : Thirsty : Hannah
- 2005 : The Coat Room : Kristin
- 2006 : Rent Control : Lucy
- 2007 : Devil Girl (en)  : Fay
- 2007 : 2 Minutes Later : Abigail Marks
- 2009 : And Then Came Lola : Jen
- 2012 : A Night at the Office : Lois
- 2014 : Jen Foster: She (court métrage)
- 2015 : The Temptation Game (court métrage) : Laura
- 2015 : Monkeys (court métrage) : Lilla
- 2015 : Invitation (court métrage) : Sasha
- 2016 : I'm Not, Am I? : Jenn Lampe
- 2016 : Hallow Gate (court métrage) : Jo
- 2017 : The Tangle  : Laurel
- 2017 : Sue (court métrage) : Linda
- 2017 : Murder Made Easy : Joan
- 2017 : BnB : Jackie
- 2017 : Soiled Doves (série télévisée) : Carver
- 2017 : Don't Come Over: VR Short (court métrage) : Amy
- 2017 : Crazy Bitches (série télévisée) : Eleni

### Comme productrice
- 2005 : Thirsty
- 2013 : Chasseur (court métrage)
- 2015 : Monkeys (court métrage)
- 2016 : I'm Not, Am I? (court métrage)
- 2016 : Hallow Gate (court métrage)
- 2017 : You Never Listen (court métrage)
- 2017 : The Tangle
- 2017 : Murder Made Easy

### Comme scénariste
- 2005 : Thirsty
- 2016 : Hallow Gate (court métrage)

### Comme réalisatrice
- 2017 : You Never Listen (court métrage)